# Dragon Ball GT
Dragon Ball GT (jap. ドラゴンボールGT, Doragon Bōru Jī Tī) ist die zweite Fortsetzungsserie der Animeserie Dragon Ball. Sie wurde von Beginn an als Anime konzipiert und basiert nicht, wie die vorhergehenden Animeserien Dragon Ball und Dragon Ball Z, auf der Originalhandlung des Mangas des japanischen Zeichners Akira Toriyama. Toriyama wirkte bei Dragon Ball GT lediglich als künstlerischer Berater mit und konzipierte Orte und Figuren.

## Handlung

### Konzeption
Dragon Ball GT beginnt fünf Jahre nach dem Ende der Handlung des Originalmangas und der Umsetzung als Animeserie. Die hauptsächlich auf Kämpfen und einzelnen Abenteuern basierende Handlung lässt sich dabei in verschiedene Abschnitte – sogenannte Sagas – unterteilen, die sowohl auf vorhergehende Ereignisse der Originalhandlung eingehen, aber auch sukzessiv aufeinander aufbauen, einander bedingen und zu einem Finale führen.

### Super-Dragon-Balls
(Episoden 1 bis 22)
Son-Goku und Oob trainieren in Gottes Palast, in den sich Prinz Pilaw schleicht, der sich nun endlich den Wunsch nach der Weltherrschaft erfüllen will. Dabei findet er die von Piccolo geschaffenen Super-Dragon-Balls, von deren Drachen er sich jedoch versehentlich wünscht, dass Son-Goku wieder so klein wird, wie er früher war. Die Super-Dragon-Balls verteilen sich nun über die gesamte Galaxie und werden den Planeten zerstören, auf dem sie benutzt wurden, wenn sie nicht innerhalb eines Jahres wieder auf diesem versammelt sind. So machen sich der nun in einem kindlichen Körper festsitzende Son-Goku, Trunks und Pan auf die Suche nach ihnen.
Nach einigen ersten Gegnern, die kein ernsthaftes Hindernis darstellen, trifft die Gruppe auf einen religiösen Kult, der sie schließlich zu Doktor Mu und seinen Experimenten um sogenannte Bio-Cyborgs führt, die auch die Wiederherstellung eines Tsufurianers mit Namen Baby beinhalten, die von den Saiyajin einst ausgelöscht worden sind. Auch Mu sammelt die Super-Dragon-Balls, doch können Son-Goku, Trunks und Pan seine Pläne vereiteln und ihre Suche weiter fortsetzen. Allerdings entkommt Mu mit dem Tsufurianer und dessen Reifungskammer in einem Raumschiff.

### Baby
(Episoden 23 bis 40)
Nachdem Baby herangereift und seiner Kammer entstiegen ist, sinnt er als letzter Tsufurianer auf Rache an den Saiyajin und tötet als erstes Doktor Mu, dem er nicht gehorchen will. Als er unerkannt von Son-Goku, Trunks und Pan in ein intergalaktisches Krankenhaus gebracht wird, schlüpft er in Trunks’ Körper und übernimmt diesen. Doch er unterschätzt dessen Kräfte und muss den Körper wieder verlassen, als sich Trunks in einen Super-Saiyajin verwandelt. Baby beschließt, die Erde zu erobern, und schlüpft dort nacheinander in die Körper Son-Gotens, Son-Gohans und schließlich Vegetas, während er in die restliche Bevölkerung der Erde Eier legt, durch die er die nötige Kraft erlangt, um die Saiyajin auch dann zu kontrollieren, wenn sie sich in Super-Saiyajins verwandeln. Lediglich Boo, Mister Satan, Pan und Oob werden nicht infiziert, weil sie entweder immun sind oder sich vor Baby verstecken.
Als Son-Goku, Pan und Trunks erfolgreich von der Suche der Super-Dragon-Balls zurückkehren, bemerken sie zwar zunächst, dass sich ihre Familien recht merkwürdig verhalten, doch denken sie sich nichts dabei, bis auch Trunks erneut unter Babys Kontrolle steht und sich ihr Widersacher ihnen offenbart. Allein auf sich gestellt, hat Son-Goku in seinem kindlichen Körper keine Chance, so dass er – kurz bevor Baby ihn im Körper Vegetas töten kann – von Kibitoshin mit der Momentanen Teleportation gerettet wird. Nach einem Umweg über eine Zwischenwelt landet Son-Goku wieder auf der Welt der Kaioshins, wo ihm der Kaioshin von vor 15 Generationen erklärt, dass Son-Goku seinen Affenschwanz brauche, um gegen Baby zu bestehen. Während eine Zeremonie abgehalten wird, um das Wachstum des Schwanzes anzuregen, benutzt Baby die Super-Dragon-Balls, um sich die Wiederherstellung seiner Heimatwelt Tsufuru zu wünschen, die von den Saiyajins im Kampf mit dem Volk der Tsufurianer zerstört worden ist.
Son-Goku stellt sich schließlich auf Tsufuru seinem Gegner erneut und verwandelt sich durch seine Sehnsucht nach der Erde nach und nach in einen vierfachen Super-Saiyajin. Nachdem Babys „Untertanen“ mit dem superheiligen Wasser, einer Art Allheilmittel, von den Tsufurianer-Eiern befreit worden sind, gelingt es Son-Goku, Baby endgültig zu töten. Im Anschluss an diesen Kampf werden von Son-Goku alle Lebewesen der Erde nach Tsufuru umgesiedelt, lediglich Piccolo bleibt zurück, damit die Super-Dragon-Balls durch seinen Tod mit ihm verschwinden. Nach einiger Zeit sammeln Son-Goku und seine Freunde die von Dende mit nach Tsufuru gebrachten Dragon Balls zusammen und rufen den heiligen Drachen Shenlong, der die Erde wiederherstellt.

### Super-Nummer 17
(Episoden 41 bis 47)
Auf der Erde scheint nach einiger Zeit wieder Frieden eingekehrt zu sein, als sich in der Hölle der von Baby getötete Doktor Mu mit Doktor Gero trifft, der ebenfalls von seiner Schöpfung C 17 getötet worden ist. Gemeinsam schmieden die beiden einen Plan, um sich an Son-Goku zu rächen und die Galaxie zu erobern. Sie erschaffen Nummer 17, ein genaues Ebenbild des nach wie vor auf der Erde lebenden C 17. Von beiden Cyborgs lassen sie sich einen Höllenschlund, einen Durchgang zwischen Hölle und der Welt der Lebenden, schaffen, durch den jeder Gegner aus Son-Gokus Vergangenheit auf die Erde gelangt – mit Ausnahme von Cell und Freezer.
Son-Goku fliegt in die Hölle, um nach dem Rechten zu sehen, gerät dabei aber in eine Falle. Während er von Freezer und Cell beschäftigt wird, fusionieren C 17 und dessen Ebenbild auf der Erde. Der daraus entstandene Krieger mit Namen Super-Nummer 17 übersteigt die Fähigkeiten von Son-Gokus Söhnen und Freunden. Als es Son-Goku mit der Hilfe von Piccolo und Dende gelingt, wieder in die Welt der Lebenden zurückzukehren, sieht auch er sich einem übermächtigen Gegner gegenüber, und selbst als vierfacher Super-Saiyajin hat er Super-Nummer 17 nichts entgegenzusetzen, vor allem deshalb, weil der Cyborg in der Lage ist, Son-Gokus Energie zu absorbieren.
Es stellt sich jedoch heraus, dass Super-Nummer 17 die Energie seiner Gegner nur in einer bestimmten Pose absorbieren kann, so dass es Son-Goku mit Hilfe von C 18 gelingt, den Gegner mit seiner Super-Drachenfaust und einem anschließenden Kamehameha zu bezwingen.

### Teufelsdrachen
(Episoden 48 bis 64)
Das durch den Höllenschlund entstandene Ungleichgewicht zwischen den Welten und die vielen Wünsche in der Vergangenheit haben in den Dragon Balls einige Risse hinterlassen. Dennoch werden die Dragon Balls erneut versammelt, um Shenlong zu rufen, damit er die im Kampf gegen Super-Nummer 17 entstandenen Schäden wieder rückgängig macht und die Getöteten wiederbelebt. Jedoch erscheint nicht mehr Shenlong, sondern ein anderer Drache. Schon kurz darauf verschwinden die Dragon Balls erneut, aus denen sieben Teufelsdrachen entstehen, die durch die einzelnen Wünsche von Son-Goku und seinen Freunden entstanden sind und die nun bezwungen werden müssen, um die Dragon Balls von der negativen Energie zu befreien und erneut die Welt vor der Vernichtung zu bewahren.
Nacheinander gelingt es Pan und Son-Goku, die Dragon Balls zurückzuerlangen, doch stellt sich der finale Gegner als unnachgiebig heraus. Auch als vierfacher Super-Saiyajin gelingt es Son Goku nicht, ihn zu bezwingen. In der Zwischenzeit ist es Bulma gelungen, eine Maschine zu entwickeln, die es auch Vegeta ermöglicht, sich in einen vierfachen Super-Saiyajin zu verwandeln. Die beiden beschließen, nach der Verwandlung zu fusionieren, um so zu einem Superkrieger zu werden, dem auch dieser letzte Teufelsdrache nichts entgegensetzen kann. Die Fusion löst sich allerdings wieder, bevor sie ihn besiegen können, da sie nicht bedacht haben, dass die Fusion in diesem Stadium nicht so lange anhält, wie es sonst der Fall ist. Jedoch kann Son-Goku seinen Gegner schließlich mithilfe der Genkidama, die aus der Energie aller Lebewesen des Universums zustande kommt, bezwingen.

### Son-Goku verabschiedet sich
Zwar sind die Dragon Balls wiederhergestellt, aber es ist klar, dass die sieben magischen Kugeln nicht erneut bedenkenlos benutzt werden dürfen und die Menschen künftig den Konsequenzen ihrer Taten ohne die Hilfe von Shenlong entgegentreten werden müssen. Doch der Drache erfüllt demjenigen, der ihn die letzten Jahrzehnte immer wieder gerufen hat, einen letzten Wunsch: Bevor beide verschwinden, darf sich Son-Goku noch von Muten Roshi, Kuririn und Piccolo verabschieden, ehe die Dragon Balls mit Son-Goku verschmelzen und Shenlong mit ihm verschwindet.
Etwa hundert Jahre später ist die Erde ein friedlicher Ort, und es findet erneut ein großes Kampfsportturnier zu Ehren Son-Gokus und Mister Satans statt, in dessen Verlauf sich ihr gemeinsamer Nachkomme Son-Goku jr. mit Vegetas Nachfahre Vegeta jr. im Finale der Kindersektion gegenüberstehen. Die gealterte Pan glaubt, ihren Großvater in der Menschenmenge des Publikums zu sehen, wie er den beiden Kämpfern zuschaut, doch verschwindet er ebenso plötzlich, wie er ihr erschienen ist.

## Entstehung und Veröffentlichungen
1996 produzierte das Studio Toei Animation die 64-teilige Serie unter der Regie von Minoru Okazaki. Das Charakter-Design stammt von Akira Toriyama. Die Serie wurde vom 7. Februar 1996 bis zum 19. November 1997 im Programm des japanischen Fernsehsenders Fuji TV ausgestrahlt.
Die Serie wurde in Nordamerika, Großbritannien und Australien im Fernsehen auf Englisch ausgestrahlt. Außerdem wurde sie in Lateinamerika, Frankreich, Spanien, Italien und den Niederlanden gesendet. In Polen wurden im Gegensatz zu den anderen Ländern alle 64 Folgen gesendet. Die amerikanische Fassung ließ die ersten 16 Folgen aus, stattdessen wurde aus den 16 Folgen eine neue Episode mit dem Titel A Grand Problem zusammengeschnitten. Die ausgelassenen Folgen wurden nach dem Ende der Serie dennoch ausgestrahlt.
Dragon Ball GT wurde vom 30. Oktober bis zum 5. Dezember 2006 im Nachmittagsprogramm in Doppelfolgen von RTL II ausgestrahlt. Dabei ließ RTL II bereits vor der deutschen Synchronisation die Folgen stark kürzen und ließ dabei die Folgen 29, 38, 46, 47, 54 bis 57 und 59 bis 63 aus, womit nur 51 der 64 Episoden in der deutschen Synchronfassung existieren. Für einige der Lücken wurden eigene Rückblicke zusammengeschnitten, um die übersprungenen Inhalte kurz nachzuerzählen. Animax wiederholte die Serie ab dem 28. August 2012 ebenfalls in der stark geschnittenen RTL-II-Version.
Kazé Deutschland brachte Dragon Ball GT 2013 auf DVD heraus. Die fehlenden Episoden sind dabei nur in der Originalfassung mit Untertiteln enthalten, während die restlichen Folgen nur in der deutschen stark geschnittenen Fassung enthalten sind.

### Deutsche DVD-Veröffentlichung
| DVD-Name | Episoden | Disks | VÖ-Datum        | Zusätzliche Informationen                                                      |
| -------- | -------- | ----- | --------------- | ------------------------------------------------------------------------------ |
| Box 1    | 21       | 4     | 26. April 2013  | Enthält die ersten 21 Episoden der Serie - Super-Dragon-Ball Saga              |
| Box 2    | 20       | 4     | 28. Juni 2013   | Enthält die Episoden 22 bis 41 der Serie - Baby Saga                           |
| Box 3    | 23       | 4     | 30. August 2013 | Enthält die Episoden 42 bis 64 der Serie - Super 17 Saga - Teufelsdrachen Saga |

### Synchronisation
Für die deutschsprachige Synchronisation wurde der überwiegende Teil der Sprecher aus der vorhergehenden Serie erneut verpflichtet; es kam nur vereinzelt zu kurzfristigen Ersetzungen. Die Aufnahmen wurden in den Berliner Synchronstudios der MME Studios GmbH durchgeführt.
| Rolle                | Japanischer Sprecher (Seiyū) | Deutscher Sprecher       |
| -------------------- | ---------------------------- | ------------------------ |
| Son-Goku (Kind)      | Masako Nozawa                | Amadeus Strobl           |
| Son-Goku (erwachsen) | Masako Nozawa                | Tommy Morgenstern        |
| Pan                  | Yūko Minaguchi               | Jamie Lee Blank          |
| Trunks               | Takeshi Kusao                | Sebastian Schulz         |
| GIL                  | Shinobu Satouchi             | Santiago Ziesmer         |
| Oob                  | Atsushi Kisaichi             | Carsten Otto             |
| Vegeta               | Ryō Horikawa                 | Oliver Siebeck           |
| Son-Gohan            | Masako Nozawa                | Robin Kahnmeyer          |
| Son-Goten            | Masako Nozawa                | Ozan Ünal                |
| Mister Satan         | Daisuke Gōri                 | Elmar Gutmann            |
| Boo                  | Kōzō Shioya                  | Uwe Büschken             |
| Baby                 | Yūsuke Numata                | Gerald Schaale           |
| Piccolo              | Toshio Furukawa              | David Nathan             |
| Dende                | Tomiko Suzuki                | Raúl Richter             |
| Dr. Gero             | Kōji Yada                    | Hans-Werner Bussinger    |
| Dr. Mu               | Kazuyuki Sogabe              | Kaspar Eichel            |
| Bulma                | Hiromi Tsuru                 | Claudia Urbschat-Mingues |
| Videl                | Yūko Minaguchi               | Isabelle Schmidt         |
| Chichi               | Naoko Watanabe               | Julia Ziffer             |
| Krillin              | Mayumi Tanaka                | Wanja Gerick             |
| C18                  | Miki Itō                     | Diana Borgwardt          |
| Bra                  | Hiromi Tsuru                 | Jill Schulz              |
| Freezer              | Ryūsei Nakao                 | Thomas Nero Wolff        |
| Cell                 | Norio Wakamoto               | Stefan Gossler           |
| Yi Xing Long         | Hidekatsu Shibata            | Thomas Nero Wolff        |
| Erzähler             | Jōji Yanami                  | Roland Hemmo             |

### Musik
Japan
Die Musik der Serie wurde von Akihito Tokunaga komponiert. Der Vorspanntitel ist Dan Dan Kokoro Hikareteku (DAN DAN 心魅かれて) von Field of View. Für den Abspann wurden verwendet:
- Hitori Ja Nai (ひとりじゃない) von Deen
- Don’t you see! von Zard
- Blue Velvet von Shizuka Kudou
- Sabitsuita Machine Gun de Ima o Uchinukou (錆びついたマシンガンで今を撃ち抜こう Sabitsuita Mashingan de Ima wo Uchinukou) von Wands
- Dan Dan Kokoro Hikareteku von Field of View

Deutschland
Als Vorspann wurde nicht die bereits in der DVD-Veröffentlichung des Fernsehspecials Dragon Ball GT – The Movie: Son-Goku Jr. verwendete deutsche Umsetzung des Originalvorspanns mit dem Titel Hand in Hand (Regie: Carsten Schmelzer) genommen, sondern eine neue von Toyco produzierte Fassung mit gleicher Melodie, aber verändertem Text unter dem Titel Sorae (für japanisch In den Himmel) eingespielt, gesungen von Fred Röttcher. Zudem wurde von Toyco ein eigener Abspann mit dem Titel Sie wollen dich produziert, gesungen von Noel Pix. Die Songtexte schrieb Andy Knote.